# Marius Johan Ooft
Marius Johan Ooft dit Hans Ooft, né le 27 juin 1947, est un footballeur et entraîneur néerlandais.

## Palmarès
- Coupe d'Asie des nations de football 1992
- Coupe d'Asie de l'Est de football 1992
- Coupe afro-asiatique des nations 1993
- Coupe de la Ligue japonaise de football 2003